# Chapelle des Marins de Gatteville-le-Phare
Pour les articles homonymes, voir Chapelle des Marins.
La chapelle Notre-Dame-de-Bon-Secours de Gatteville-le-Phare ou couramment chapelle des Marins est un édifice catholique qui se dresse sur le territoire de la commune française de Gatteville-le-Phare, dans le département de la Manche, en  région Normandie. L'édifice est inscrit au titre des monuments historiques.

## Localisation
La chapelle Notre-Dame-de-Bon-Secours est située à côté de l'église paroissiale Saint-Pierre de Gatteville-le-Phare, dans le département français de la Manche.

## Historique
La chapelle, église primitive de Gatteville, est construite au XIe siècle probablement sur un édifice antérieur de l'époque franque, comme le laisse suggérer la découverte, en 1968, au nord de l'édifice, de plusieurs sarcophages mérovingiens des VIe – VIIe siècles,. Dès le milieu du XIIe siècle, le couple de sanctuaire, église et chapelle, est attestée par une charte, d'Hugues d'Amiens, archevêque de Rouen (1129-1164), au profit de l'abbé Gauthier Ier, confirmant les possessions de l'abbaye de Montebourg, dans laquelle est mentionnée l'église avec la chapelle et tous ses revenus (ecclesiam de Gateuilla cum capella et omnibus pertinenciis).
De l'église primitive subsiste le chœur du XIe siècle orné de modillons romans figurant des têtes humaines et animales. Elle évite le vandalisme révolutionnaire de 1789 grâce à la protection des marins du village qui cachèrent de nuit la statue de Notre-Dame dans le puits voisin d'Inglemare. En janvier 1886, le conseil municipal envisage de la démolir au profit de la construction d'une nouvelle école, mais retire son projet face à l'opposition des habitants.
La chapelle est ravagée par un incendie en 1886 , qui dévaste le chœur. Elle sera remise en état et servira au XXe siècle comme abri pour le matériel des pompiers. En 1968, la chapelle est restaurée et rendue au culte, et, sont mis au jour des restes de peintures murales des XIe et XIVe siècles.

## Description
La chapelle a conservé presque intact son chœur roman avec son abside semi-circulaire du XIe siècle où subsistent des vestiges de fresque de la même époque. L'abside avec ses petites ouvertures en plein-cintre et ses modillons zoomorphes ou à masques humains taillés dans un calcaire de Bayeux ou de Caen est caractéristique de cette période.
La nef qui a conservée son volume roman a été largement remaniée au XVIIIe siècle, notamment lors du percement de nouvelles fenêtres. On y accède par une porte surmontée de la statue de Notre-Dame, qui a été cachée à la Révolution dans le puits.

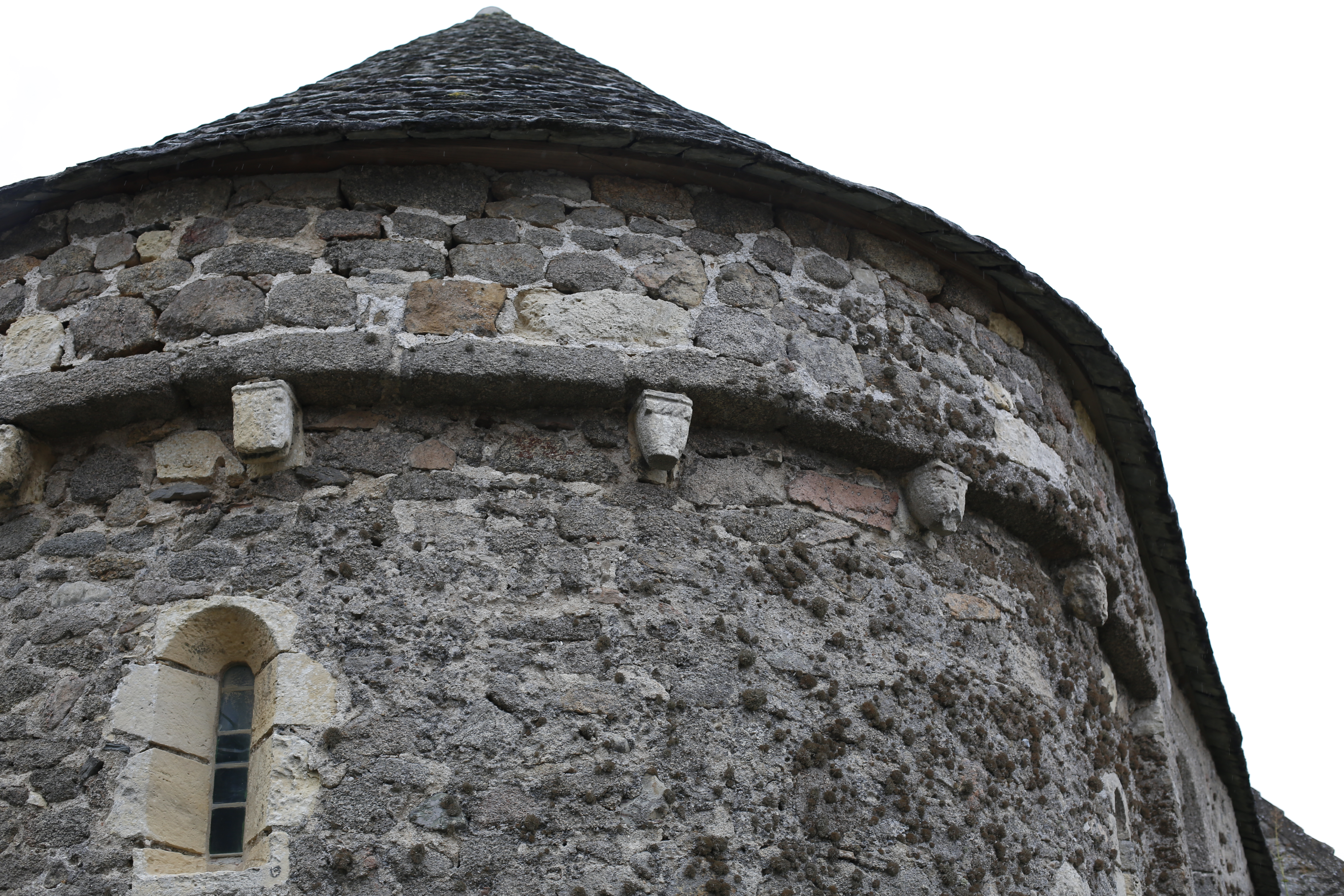
Modillons romans.
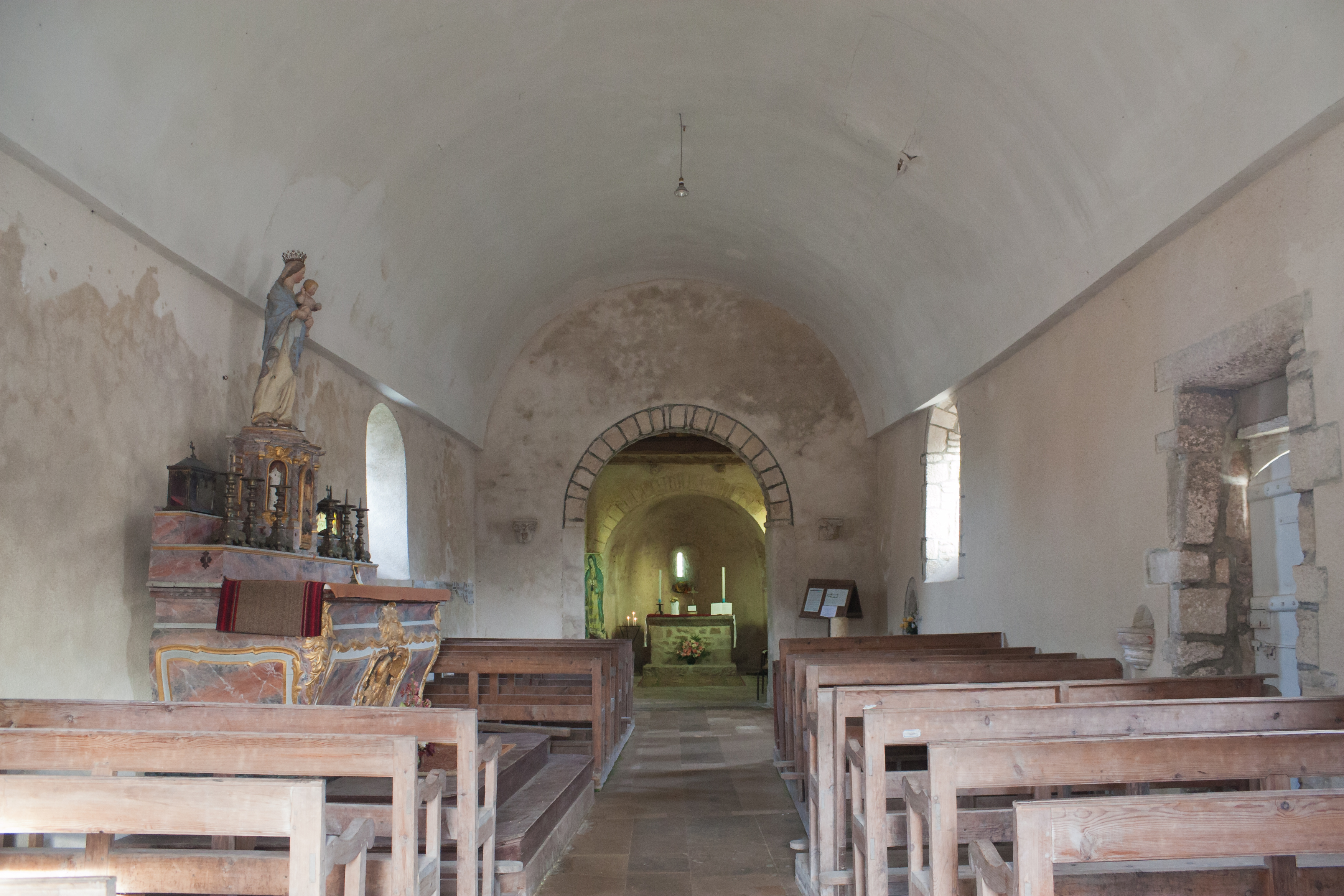
Nef.

## Protection
La chapelle est inscrite au titre des monuments historiques par arrêté du 17 mars 1975.

## Mobilier
La chapelle abrite un autel du début du XVIIIe siècle, surmonté d'une statue de Notre-Dame d'origine inconnue, de style néogothique en bois peint en imitant le marbre classé au titre objet le 22 juillet 1983. Il s'agit de l'ancien maître autel de l'église Saint-Pierre qui a été transféré ici lors de la rénovation de l'église paroissiale au XIXe siècle, dans un style néogothique.
L'édifice abrite également l'embase des fonts baptismaux primitifs, des fresques du XVIe siècle ainsi qu'un fragment du navire et une stèle, retrouvée dans le cimetière, commémorant le naufrage du trois-mâts américain La Luna survenu le 17 février 1860, au large des côtes du Cotentin qui fit cent-une victimes sur les cent-trois passagers, dont trente-huit sont inhumés dans le cimetière.

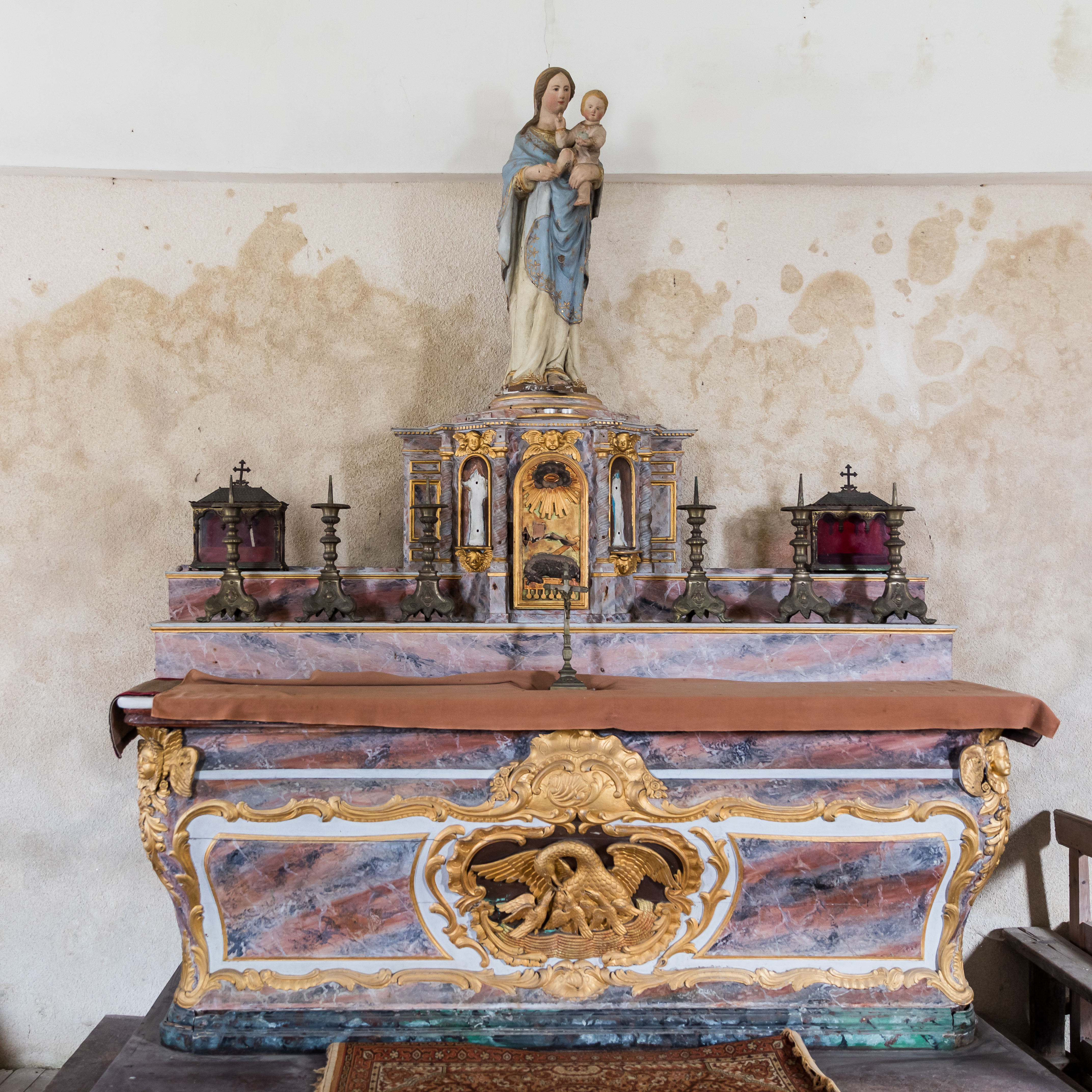
L'autel et la statue de Notre-Dame.
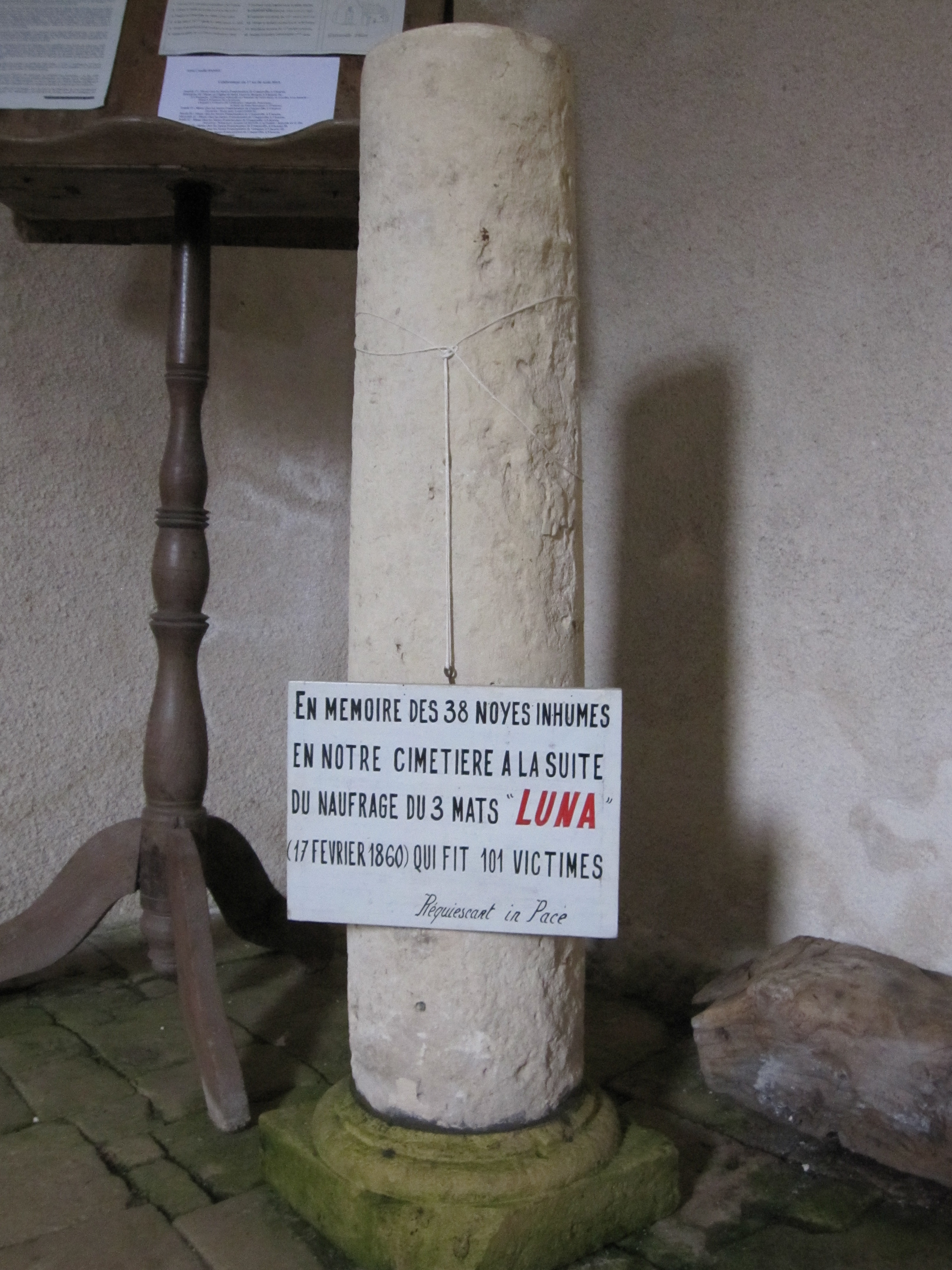
Le mémorial de la Luna.